# Epirimia aganippes
Epirimia aganippes är en loppart som först beskrevs av Rothschild 1904.  Epirimia aganippes ingår i släktet Epirimia och familjen Chimaeropsyllidae. Inga underarter finns listade i Catalogue of Life.